# وین تیبو
وین تیبو (به انگلیسی: Wayne Thiebaud)(زاده ۱۵ نوامبر ۱۹۲۰) نقاش اهل آمریکا می‌باشد. شهرت او به دلیل نقاشیهای رنگارنگیست که از اشیاء مورد استفاده در زندگی روزمره مانند کیکها، بستنیها، شیرینی‌ها، قوطیهای رنگ، رژ لب و.. کشیده است. او در زمینه نقاشی از چهره و مناظر طبیعی نیز کارهایی دارد. شیوه نقاشیهای او را به دلیل داشتن موضوعاتی که وابسته به فرهنگ عامه است مرتبط با جنبش پاپ آرت دانسته‌اند. هر چند آثار اولیه او که در دهه‌های ۵۰ و ۶۰ خلق شده‌اند آثار اندکی از نقاشیهای پاپ آرت را نمایان می‌سازند. تیبو در آثارش از رنگدانههای قوی، رنگهای اغراق شده همچنین سایه پردازیهای متمایز شده‌ای که از مشخصه تصویر پردازی در کارهای تبلیغاتی است استفاده کرده‌است.

## زندگی‌نامه
وین تیبو در شهر میزا، آریزونا آمریکا زاده شد. وقتی شش ماهش بود خانواده اش به شهر لانگ بیچ کالیفرنیا نقل مکان کردند.
در یکی از تابستانهایی که دوران تحصیلات دبیرستانی خود را می‌گذراند او در استودیوی طراحی والت دیزنی در ازای هفته ای چهارده دلار کارآموزی کرد. تابستان سال بعد در مدرسه حرفه‌ای فرانک ویجین آموزش دید و در بین سالهای ۱۹۴۹–۱۹۳۸ در سمت کارتونیست و طراح در شهر کالیفرنیا و نیویورک کار کرد.
در سال ۱۹۴۹ او در دانشگاه ایالتی سن هوزه ثبت نام کرد و سپس به دانشگاه ایالتی کالیفرنیا، سکرمنتو منتقل شد جاییکه در سال ۱۹۵۲ مدرک کارشناسی و در سال ۱۹۵۳ مدرک کارشناسی ارشد خود را دریافت کرد. تیبو متعاقباً به تدریس در کالج شهر ساکرامنتو پرداخت. از سال ۱۹۹۱–۱۹۶۰ او در سمت دستیار پروفسور در دانشگاه کالیفرنیا تدریس نمود و دانشجویان بسیاری را تعلیم داد. تیبو به دلیل وابستگی به قوانین هنر سنتی که تأکید بر کار و تمرین برای دستیابی به خلاقیت را دارد و نیز علاقه‌مندی به سبک رئالیسم طرفداران زیادی در بین هنرمندان هنر مفهومی نداشت.
او اوقاتی از سالهای بین ۱۹۵۷–۱۹۵۶ را در نیویورک سیتی گذراند و با هنرمندانی چون الین دکونینگ، ویلم دکونینگ، و فرانس کلاین آشنا شد و تحت تأثیر هنر آبستره این هنرمندان و همچنین نقاشان پروتو- پاپی چون رابرت راشنبرگ و جسپر جانز قرار گرفت. در همین دوران بود که او شروع به کشیدن نقاشیهای کوچکی کرد که شیرینی‌هایی بودند که از پشت ویترین مغازه‌ها نمایان می‌شدند. در این نقاشیها او بر فرمهای اصلی شیرینیها تأکید داشت.
زمانی که او به کالیفرنیا برگشت به کشیدن همان نقاشیها ادامه داد. در نقاشیهای کیک‌ها و شیرینیهای او می‌بینیم که چگونه فرمهای اصلی مثلث و مربع برای بیان موضوع نقاشی انتخاب شده‌است. او همچنین مؤسس گالری Artists Cooperative gallery است که با عنوان Artists Contemporary Gallery شناخته می‌شود.
در ۱۹۶۰ با دلال هنری آلن ستون (۲۰۰۶–۱۹۳۲) ملاقات نمود. ستون تا آخر عمر خود به عنوان دلال هنری او باقی ماند. او در مورد تیبو گفته است: «من افتخار آن را داشته‌ام تا با مردی مستعد و بغرنج دوست باشم معلم و آشپزی عالی، بهترین داستان سرای غرب و نقاشی بزرگ با قلم اعجازآمیز که تنها فروتنی او از آن پیشی می‌گیرد. علاقه‌مندی او به نقاشی و کارهای عالی او الهام بخش کسانی است که بخت آن را داشته‌اند تا او را ملاقات نمایند». بعد از مرگ استون پسر تابو پل تیبو دلال آثار هنری او شد. او دلال هنری موفقی بود و گالریهایی در شهرهای مانهاتان و سان فرانسیسکو داشت. پل تیبو در ۲۰۱۰ در گذشت.
در سال ۱۹۶۲ آثار او در بین آثار هنرمندانی چون روی لیکتنستاین ،اندی وارهول، جیم داین، جو گود ،فیلیپ هفرتن، ادوارد روشا و رابرت دود در نمایشگاهی تاریخی و پیشگام با عنوان :"نقاشیهای جدیدی از اشیاء روزمره " که سرپرستی آن را والتر هوپ بر عهده داشت در موزه هنر پاسادنا به نمایش گذاشته شد. این نمایشگاه از اولین نمایشگاه‌های جنبش پاپ آرت در آمریکامحسوب می‌شود. این نقاشان در یکی از دوران‌های ناامنی اجتماعی آمریکا بخشی از جنبش جدیدی بودند که آمریکا و جهان هنری را بهت زده نمود.
در سال ۱۹۶۳ تیبو به نقاشی فیگوراتیو روی آورد نقاشیهای چوبی و زمختی که به جزئیات زیاد تأکید داشت. در سال ۱۹۶۴ او اولین آثار چاپی خود را در Crown Point Press خلق کرد. در سال ۱۹۶۹ کارهایش در بینال بین‌المللی به نمایش گذاشته شد. وین تیبو دوبار ازدواج نمود از همسر اولش پاتریشا پترسون دو فرزند دارد یکی از آن‌ها توینکا تیبو مدل و نویسنده می‌باشد. از همسر دومش بتی جین کار پسری دارد با نام پل ل بارون تیبو که دلال هنریست.

## ساختارهای آثار
تیبو مشهور است به کشیدن اشیاء خط تولیدی که در کافه تریاها و واگنهای رستوران‌ها عرضه می‌شود مانند کیک و شیرینی. او در جوانی در کافه Mile High (بستنی فروشی) رد هات (عرضه‌کننده سوسیس) کار کرده‌است.
او را به دلیل علاقه اش به نقاشی کردن از اشیا فرهنگ عامه مرتبط با نقاشان پاپ آرت می‌دانند هر چند نقاشیهای دهه‌های ۵۰ و ۶۰ او آثار کمی از نقاشیهای هنرمندان کلاسیک پاپ آرت را نمایان می سارند با در نظر گرفتن اینکه گمان می‌رود که او در روند جنبش پاپ آرت تأثیرگذار بوده‌است. تیبو از رنگدانههای قوی و رنگ‌های اغراق شده در کارهایش استفاده می‌کند و همچنین سایه‌های متمایز شده‌ای که وجه مشخصه نقاشیهای تبلیغاتی است در کارهایش همواره مشخص می‌شود. تیبو مخالف برچسب‌هایی چون هنر زیبا بر ضد هنر تبلیغاتی و... می‌باشد است و خود را تنها نقاشی سنتی می‌داند. او نقاشیهای تخت اندی وارهول را نمی‌پسندد و همچنین خود را هنرمند پاپ آرت نمی‌داند.
به غیر از نقاشیهای کیکها او شخصیتهایی چون میکی ماوس و همچنین مناظر شهری و مناظر خیابانی را کشیده است در این نقاشیها او از آثار ریچارد دیبن کُرن تأثیر پذیرفته‌است. آثار :(غروب خیابان‌ها-۱۹۹۷) و (رودخانه فلات لند-۱۹۹۷) با سبک هایپر رئالیسم خود مشخص می‌شوند و قابل مقایسه با نقاشیهای ادوارد هاپر نقاش دیگریست که صحنه‌هایی از زندگی روزمره آمریکا را کشیده است.

## مجموعه‌ها
آثار او در بین مجموعه‌های آثار دائمی موزه هنر شهرستان لس آنجلس ،موزه و بوستان مجسمه هرش‌هورن، موزه هنر نلسون اتکینز، کانزاس‌سیتی، میزوری و موسسات دیگر نگهداری می‌شوند.